# ○学○年生
『○学○年生』（まるがくまるねんせい）は、コアマガジンの雑誌『G-type』2001年から2010年まで連載（付録CDに収録）された、アダルトCDドラマのシリーズ。ここでは表題とともに派生作品も取り上げる。
キャラクターデザイン、イラストはvogueからあきらを経てあぼしまこ、Low。企画構成、脚本は上崎よーいち。

## 概要
『無人島物語』シリーズのキャラクターデザインを手掛けたvogueを起用し、2001年『メガストア』9月号増刊『G-type』Vol.5の付録音声データ集『○学○年生』としてスタート。続くVol.6でドラマCD『○学○年生』となり、同誌の独立創刊後の2002年以降も『○学○年生』を経て『○学○年生起立！』『○学○年生ナイン！』と連載される。2007年の『○学○年生キャッスル！』からはあきらが担当、次の『○学○年生ナイショ！』ではあぼしまこ、最終シリーズとなった『○学○年生Cute！』ではLowが担当した。2004年にはソフト・オン・デマンドによりソフト化されている。

## ストーリー
基本的に成人向けの女児による放課後ドタバタ劇である。『○学○年生起立！』は学園物であり、『○学○年生キャッスル！』はファンタジー物と作品によっては設定が変更されている。

## 作品・キャスト

### 『○学○年生』
2001年-2004年
- 美波 南（みわ みなみ）- 長崎みなみ
- 澄呼 純子（すみよ じゅんこ）- 草柳順子
- 加奈 香菜（かな かな）- 吉川華生
- 日名 雛（ひな ひな）- 中瀬ひな　※G-type Vol.5のみ岩泉まい[1]
- 庵 杏（いおり あん）- 春日アン
- 筒湖 桐子（つつみ とうこ）- 伊藤瞳子
- 筒湖 祥子（つつみ しょうこ）- 伊藤硝子
- 花生 かなり（はないけ かなり）- カンザキカナリ
- 鎌家 恋花（かまや れんか）- 蓮香
- 安田 いずみ（やすだ いずみ）- 草柳順子
- 岡本 ちえみ（おかもと ちえみ）- 歌織
- 奥平 ひばり（おくだいら ひばり）- 児玉さとみ

### 『○学○年生起立！』
2004年-2005年
- 美波 南（みわ みなみ）- 長崎みなみ
- 澄呼 純子（すみよ じゅんこ）- 草柳順子
- 加奈 香菜（かな かな）- 吉川華生
- 日名 雛（ひな ひな）- 中瀬ひな
- 筒湖 桐子（つつみ とうこ）- 伊藤瞳子
- 筒湖 祥子（つつみ しょうこ）- 伊藤硝子
- 羽渡野・フォンティーヌ・鳩乃（はとの ふぉんてぃーぬ はとの）- 鳩野比奈
- 麻井 まい（あさい まい）- 岩泉まい
- 一条 麗（いちじょう れい）- 榎津まお
- 二条 静（にじょう しず）- 榎津まお
- 三条 麻（さんじょう あさ）- 榎津まお
- 安田 いずみ（やすだ いずみ）- 草柳順子
- 岡本 ちえみ（おかもと ちえみ）- 歌織

### 『○学○年生ナイン！』
2005年-2007年
- 麻井 まい（あさい まい）- 岩泉まい
- 日名 雛（ひな ひな）- 中瀬ひな
- 庵 杏（いおり あん）- 春日アン
- 巡 順子（めぐり じゅんこ）- 草柳順子
- 舞妃瑠 M・H・R（まひる えむえっちあーる）- 金田まひる
- 涼 すず（りょう すず）- 楠鈴音
- 真緒 真魚（まお まお）- 榎津まお
- 永禮 流麗（ながれ りゅれ）- 青川ナガレ
- 美波 南（ながれ るれ）- 長崎みなみ
- 安田 いずみ（やすだ いずみ）- 草柳順子
- 岡本 ちえみ（おかもと ちえみ）- 歌織
- 坂東 ゆかり（ばんどう ゆかり）- 有賀桃

### 『○学○年生キャッスル！』
2007年-2008年
- アリスアリサ - 草柳順子
- ショパール - 金田まひる
- エテルナ - 桜川未央
- ショーメ - 青川ナガレ
- ミネルバ - 桃井穂美
- ポメラート - 館あい

### 『○学○年生ナイショ！』
2008年-2010年2月
- 有栖 亜里沙（ありす ありさ）- 草柳順子
- 宇佐美 美羅（うさみ みら）- かわしまりの
- 大河内 晶芽（おおこうち しょうめ）- 青川ナガレ
- 小川 真珠（おがわ まじゅ）- 金田まひる
- 峰 流羽（みね るう）- 桃井穂美

### 『○学○年生Cute！』
2010年4月-10月号
- 若草奏音（わかくさ かのん）- 桜川未央
- 若草栗姫（わかくさ まろん）- 桃井穂美
- 若草輝蘭（わかくさ きらん）- 青葉りんご
- 若草嬉楽（わかくさ るるん）- 神坂秋穂
- 野々原えりか（ののはら えりか）- 草柳順子
- 八木沢三姉妹（やぎさわさんしまい）
  - かわしまりの
  - 金田まひる
  - 青川ナガレ
- 役名不明 - 細田なな

## ソフト・オン・デマンド版
2001年から2004年までの『○学○年生』をベースにキャスティングを踏襲したパッケージ版。監督、脚本は上崎よーいち、プロデューサーはGOLDENBOY。
キャスト
- 美波 南（みわ みなみ）- 長崎みなみ
- 澄呼 純子（すみよ じゅんこ）- 草柳順子
- 加奈 香菜（かな かな）- 吉川華生
- 日名 雛（ひな ひな）- 中瀬ひな
- 庵 杏（いおり あん）- 春日アン
- 筒湖 桐子（つつみ とうこ）- 伊藤瞳子
- 筒湖 祥子（つつみ しょうこ）- 伊藤硝子
- 花生 かなり（はないけ かなり）- カンザキカナリ

## ラジオ○学○年生
2004年に月一で配信されたWEBラジオ番組。協賛はコアマガジン（G-type）とソフト・オン・デマンド（SugarBoy）、パーソナリティーは児玉さとみと上崎よーいち。全8回。